# Новиков, Владимир Михайлович (поэт)
Но́виков Влади́мир Миха́йлович (псевдоним Кюннюк У́расты́ров; якут. Күннүк Уурастыырап; 26 апреля (9 мая) 1907, Эмисский наслег, Амгинский улус, Якутская область — 30 апреля 1990) — якутский поэт. Народный поэт Якутской АССР. Почётный гражданин города Якутска.

## Биография
Владимир Новиков родился 26 апреля (9 мая) 1907 год в крестьянской семье в Эмисском наслеге Амгинского улуса Якутской области. Окончил факультет языка и литературы Якутского государственного педагогического института (1942). Работал журналистом в различных газетах, руководил альманахом «Хотугу сулус».
Член Союза писателей Союза ССР с 1938 года.

## Творчество
Первые произведения Новикова были опубликованы в 1927 году. Его перу принадлежат сборник стихов «Уһуктубут кыраайга» (В пробуждённом крае), поэма «Коммунист Семён» (о коллективизации), поэма «Хотугу кустук» (Северная радуга, о Великой Отечественной войне). Большое внимание в своих произведениях автор уделяет родной природе. Новиков поэтически переработал якутский народный эпос «Олонхо» («Нуоҕалдьын кугас аттаах Тойон Дьаҕарыма Бухатыыр», Богатырь тойон Джагарыма на рыжем коне, 1941 год). Также Новиков является автором драмы в стихах «Үчүгэй Үөдүйээн» (Красавица Юэдюйээн), пьес «Эйэ иһин» (За мир), «Албан Килбиэн», либретто оперы «Ньургуһун уонна Лоокуут» (Нюргусун и Лоокуут) и других произведений. Эпический характер носит поэма Новикова «Ымыы уонна Налбыһах» о якутской деревне 1920—30-х годов. Он также перевёл на якутский язык ряд произведений русских классиков.

## Память

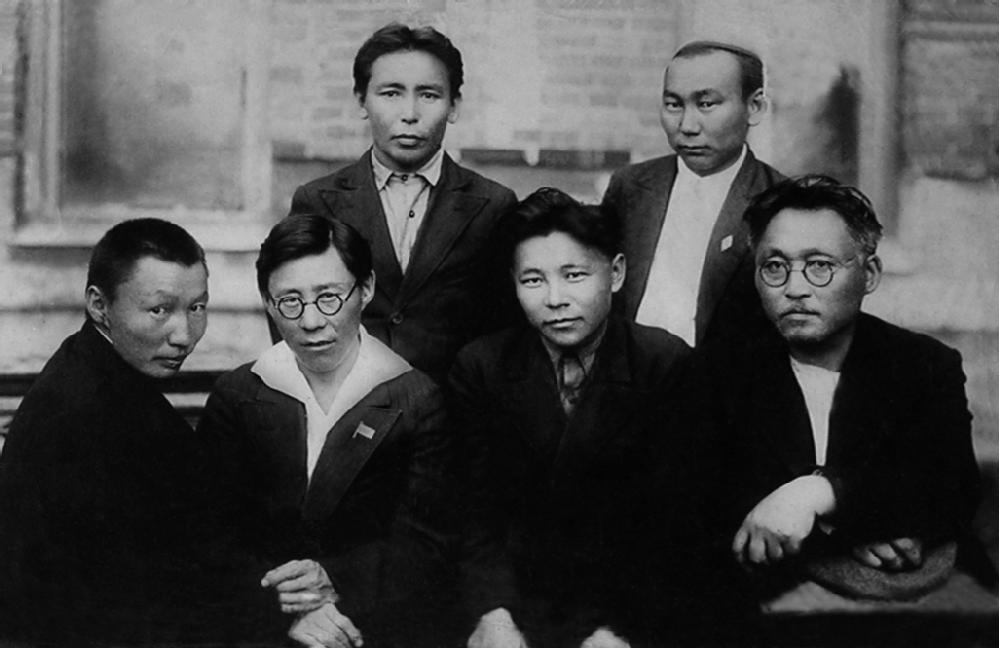
Участники I Всеякутской языковедческой конференции. Сидят (слева направо): Г. У. Гермогенов (Эргис), П. А. Ойунский, неизвестный, Г. В. Ксенофонтов; стоят: Н. И. Степанов, В. М. Новиков
(Якутск. 1934 год)

Имя В. М. Новикова присвоено Эмисской средней школе Амгинского улуса. Там же открыт дом-музей.

## Награды и премии
- Орден Трудового Красного Знамени
- Орден Дружбы народов
- Орден «Знак Почёта» (1967)
- Народный поэт Якутской АССР
- Почётный гражданин города Якутска[1] (1982)